# تعبير اصطلاحي

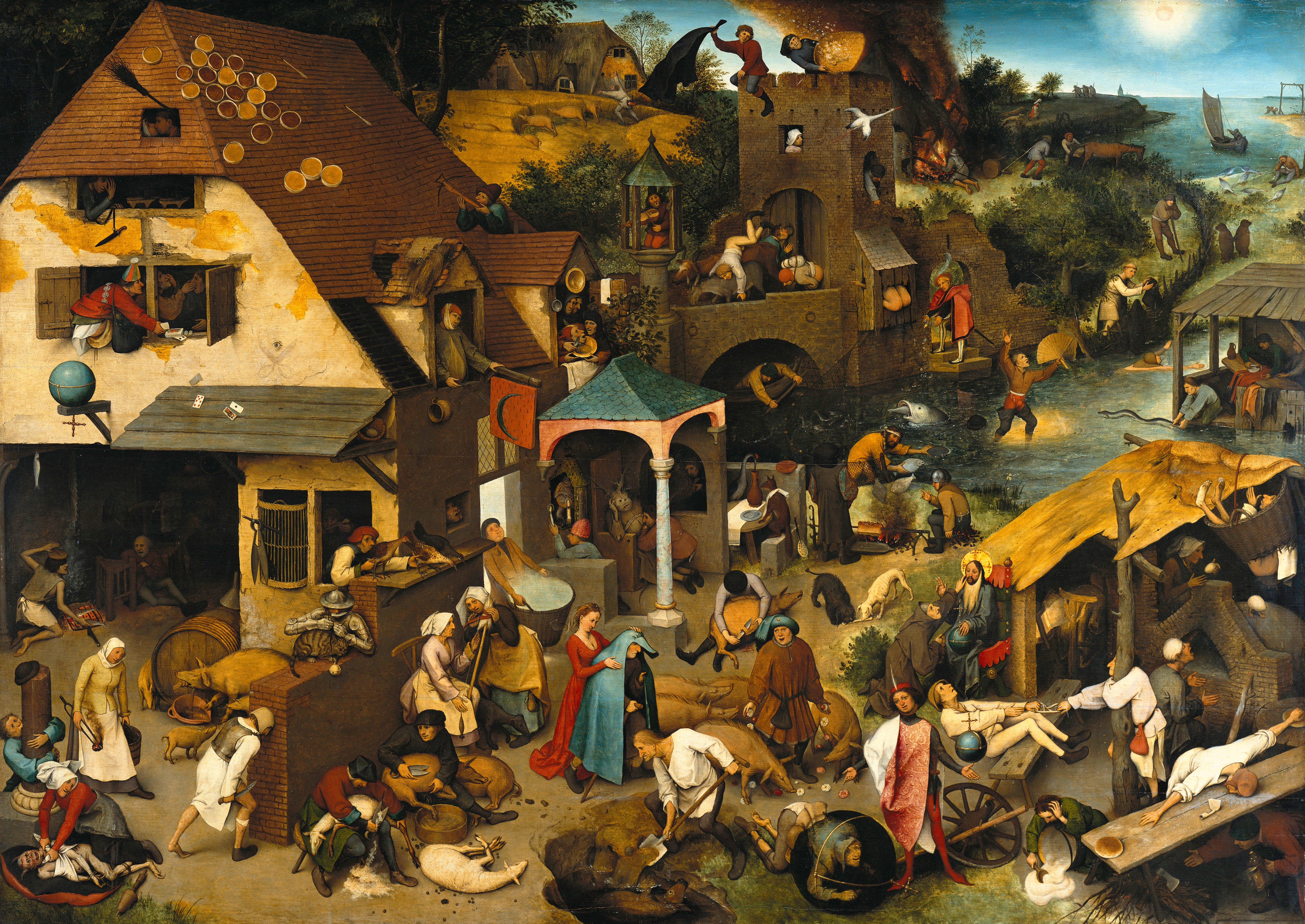

العبارة الاصطلاحية أو التعبير الاصطلاحي[بحاجة لمصدر] عبارةٌ لا يُفهم معناها الكُلِّي بمجرد فهم معاني مفرداتها وضمِّ هذه المعاني بعضها إلى بعض. فهو مجموعةُ كلماتٍ تُكَوِّن بمجموعها دلالةً غير الدلالة المعجمية لها مفردةً ومركبةً، وهذه الدلالةُ تأتيها من اتفاق جماعةٍ لغويةٍ على مفهومٍ تُحمِّله لهذا التجمع اللفظي.
فتكوين التعبير الاصطلاحي قائم ٌعلى «سلسلةٍ من الكلمات التي تُقيِّدها عوامل دلالية وتركيبية تجعل منها وحدة» دلالية جديدة.

## هوامش
1. ↑  «المصباح» نسخة محفوظة 24 أغسطس 2017 على موقع واي باك مشين.
2. ↑  مجدي وهبة؛ كامل المهندس (1984)، معجم المصطلحات العربية في اللغة والأدب (ط. 2)، بيروت: مكتبة لبنان ناشرون، ص. 243، OCLC:14998502، QID:Q114811596
3. ↑  معاجم التعابير الاصطلاحية نسخة محفوظة 07 يوليو 2017 على موقع واي باك مشين.